# Há dias assim
Há dias assim (deutsch: Es gibt Tage wie diese) ist ein Lied der portugiesischen Sängerin Filipa Azevedo, mit dem sie ihr Land beim Eurovision Song Contest 2010 in Bærum in der Nähe von Oslo vertrat. Nachdem Azevedo das erste Halbfinale mit 89 Punkten und einem damit einhergehenden vierten Platz überstand, belegte sie im Finale mit 43 Punkten den 18. Platz. Komponist und Liedtexter ist Augusto Madureira.

## Inhalt
Die Ballade handelt um verlassene, einsame Menschen, mit gestohlenen Seelen und innerer Leere. Am Ende des Liedes singt Filipa Azevedo, dass das Leben nur einmal existiert und nie mehr wiederkehrt. Das Lied wurde komplett auf Portugiesisch gesungen.

## Sieg beim Vorentscheid und Teilnahme beim Eurovision Song Contest
Beim portugiesischen Vorentscheid Festival da Canção für den Eurovision Song Contest 2010 gewann Filipa Azevedo zunächst das Onlinevoting und überstand danach auch das Semifinale. Im Finale konnte Azevedo mit hauchdünnem Vorsprung gewinnen.
Im ersten Halbfinale des ESC ging Azevedo mit der Startnummer 14 ins Rennen und qualifizierte sich für das Finale, wo sie mit der Nummer 23 an den Start ging. Dort erhielt sie von zehn Ländern Punkte:
- Zwölf Punkte: niemand
- Zehn Punkte: niemand
- Acht Punkte: Frankreich
- Sieben Punkte: niemand
- Sechs Punkte: Deutschland, Lettland, Spanien
- Fünf Punkte: Schweiz
- Vier Punkte: Armenien, Dänemark
- Drei Punkte: niemand
- Zwei Punkte: Serbien
- Einen Punkt: Island, Malta